# Bataillon Parasol

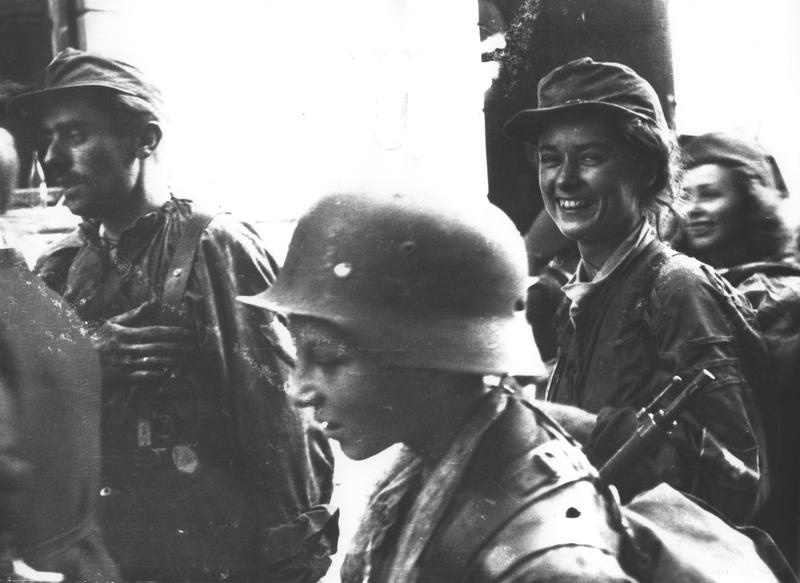
Combattants du bataillon Parasol pendant l'insurrection de Varsovie

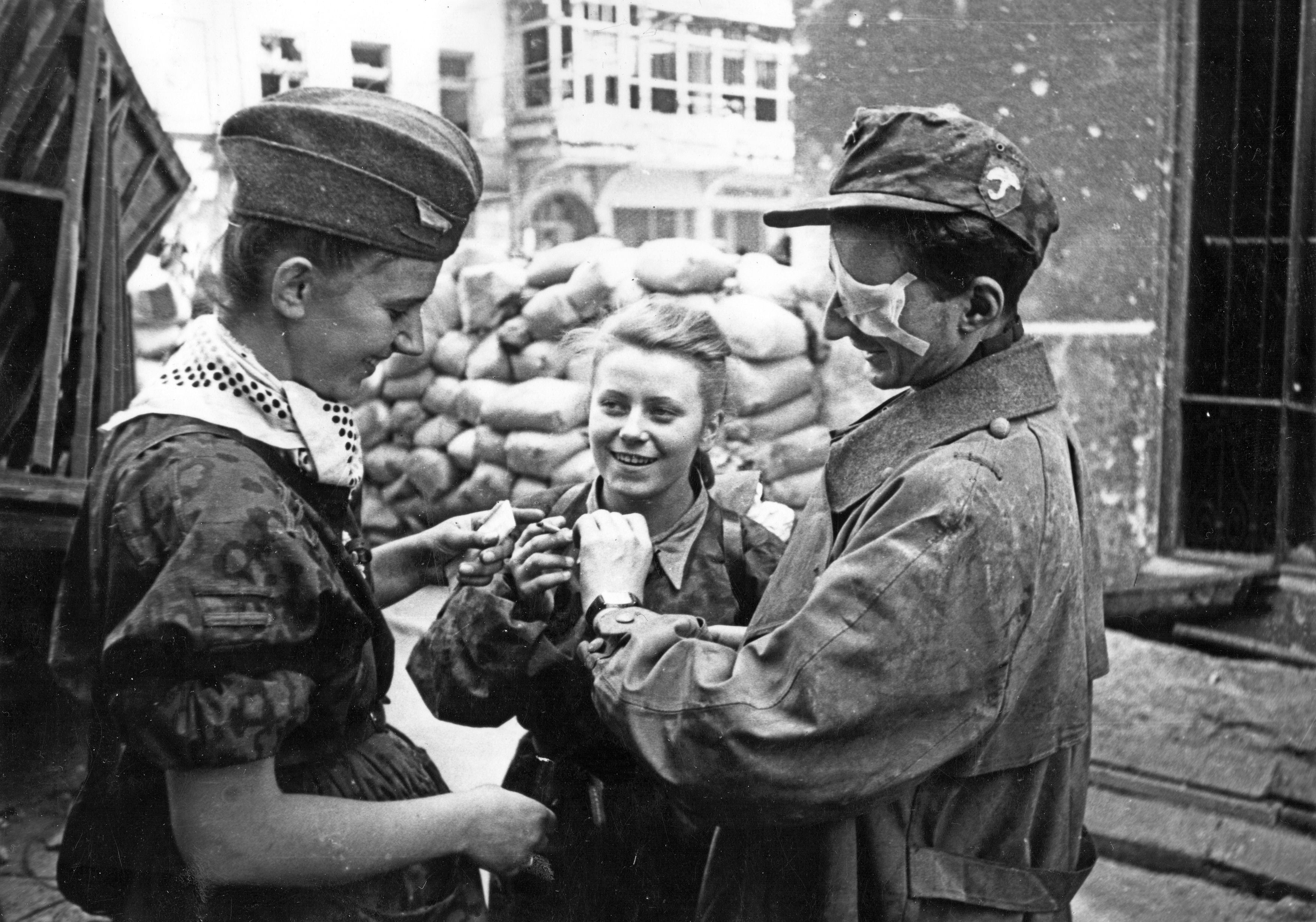
Soldats du bataillon Parasol sortant des égouts de la rue Warecka (district de Śródmieście Nord) ; Maria Stypułkowska-Chojecka dite « Kama » (au centre) et Krzysztof Palester dit « Krzych » (à droite)

Le bataillon Parasol (en polonais : Batalion Parasol) est un bataillon de reconnaissance de l'Armia Krajowa, le principal mouvement de résistance polonaise durant la Seconde Guerre mondiale. Il était principalement composé de membres des « Rangs gris ». Le bataillon s'est distingué dans de nombreuses opérations clandestines et a participé à l'insurrection de Varsovie de 1944, en tant qu'élément du groupe Radosław.

## Histoire
Le bataillon Parasol a vu le jour sous le nom d'« unité Agat » (« Anti-Gestapo ») grâce à l'impulsion d'Adam Borys dit « Pług », un soldat d'élite cichociemny parachuté d'Angleterre à l'automne 1943. En raison de l'arrestation de Tadeusz Kostrzewski (dit « Niemira ») le 2 janvier 1944, il changea son nom en Pegaz (pour Przeciw Gestapo — soit « Contre la Gestapo ») et après une autre arrestation, il est réorganisé sous le nom de bataillon « Parasol » (« parapluie »). Ce dernier nom fait référence à un parachute, car l'unité était destinée à rejoindre la première Brigade indépendante de parachutistes polonais dans la Pologne libre.
Le bataillon est réputé pour ses nombreuses actions militaires en 1943-1944. Il a organisé des missions d'assassinat, ciblant des officiers clés de la Gestapo et des hauts responsables nazis responsables de la terreur extrême dans le district de Varsovie. Une de ces missions a été menée avec succès sous le nom de code Opération Kutschera (en), qui a abouti à l'assassinat du Chef supérieur de la SS et de la Police Franz Kutschera, qui a été abattu au centre de Varsovie (devant le quartier général des SS) en février 1944.
Józef Szczepański, poète, faisait partie des commandants de cette unité. Le poète Krzysztof Kamil Baczyński combattit dans ses rangs et fut tué au combat par un tireur d'élite allemand dans les premiers jours de l'insurrection de Varsovie.

## Membres notables
- Krzysztof Kamil Baczyński
- Adam Borys
- Józef Szczepański (en)
- Jerzy Zborowski (en)

## Pertes durant l'insurrection de Varsovie
| Quartier         | Nombre de victimes | %    |
| ---------------- | ------------------ | ---- |
| Wola             | 54                 | 19.2 |
| Vieille ville    | 118                | 41,8 |
| Czerniaków       | 91                 | 32.3 |
| Mokotów          | 2                  | 0,7  |
| Autres quartiers | 17                 | 6.0  |
| Total            | 282                | 100  |